# Schulzendorf
Schulzendorf är en kommun och ort i Tyskland, belägen i Landkreis Dahme-Spreewald i förbundslandet Brandenburg.  Orten ligger omedelbart sydost om Berlins stadsgräns, vid Berlinstadsdelen Schmöckwitz, och utgör en villaförort till Berlin, som en del av Berlin/Brandenburgs storstadsområde.

## Kultur och sevärdheter
Östtysklands enda utgivna hiphopgrupp som sjöng på engelska, Electric Beat Crew, bildades 1987 i Schulzendorf av Olaf Kretschmann och Marco Birkner, båda födda 1969, som växt upp i Schulzendorf.

### Sevärdheter
- Schloss Schulzendorf, med slottsparken och slottskyrkan. Den nuvarande slottsbyggnaden uppfördes i nyrenässansstil 1889 för varuhusägaren Moritz Israel.